# Tennis als Jocs Olímpics d'estiu de 1900
Quatre proves de tennis es disputaren als Jocs Olímpics d'Estiu de 1900 de París.

## Resum de medalles
| Prova                      | Or                                               | Argent                                             | Bronze                                             |
| Individual masculí detalls | Lawrence Doherty                                 | Harold Mahony                                      | Reginald Doherty                                   |
| Individual masculí detalls | Lawrence Doherty                                 | Harold Mahony                                      | Arthur Norris                                      |
| Individual femení detalls  | Charlotte Cooper                                 | Hélène Prévost                                     | Marion Jones                                       |
| Individual femení detalls  | Charlotte Cooper                                 | Hélène Prévost                                     | Hedwiga Rosenbaumová                               |
| Dobles masculins detalls   | Gran BretanyaLawrence Doherty · Reginald Doherty | Equip mixt Max Décugis Basil Spalding de Garmendia | Gran BretanyaHarold Mahony · Arthur Norris         |
| Dobles masculins detalls   | Gran BretanyaLawrence Doherty · Reginald Doherty | Equip mixt Max Décugis Basil Spalding de Garmendia | FrançaAndré Prévost · Georges de la Chapelle       |
| Dobles mixtos detalls      | Gran BretanyaCharlotte Cooper · Reginald Doherty | Equip mixt Hélène Prévost Harold Mahony            | Equip mixt Marion Jones Lawrence Doherty           |
| Dobles mixtos detalls      | Gran BretanyaCharlotte Cooper · Reginald Doherty | Equip mixt Hélène Prévost Harold Mahony            | Equip mixt Hedwiga Rosenbaumová · Archibald Warden |

## Nacions participants
Un total de 26 tennistes de 4 nacions competiren als Jocs:
- Bohèmia (1)
- Estats Units (5)
- França (14)
- Gran Bretanya (6)

## Medaller
| Posició | País          | Or | Argent | Bronze | Total |
| 1.      | Gran Bretanya | 4  | 1      | 3      | 8     |
| 2.      | Equip mixt    | 0  | 2      | 2      | 4     |
| 3.      | França        | 0  | 1      | 1      | 2     |
| 4.      | Estats Units  | 0  | 0      | 1      | 1     |
| 4.      | Bohèmia       | 0  | 0      | 1      | 1     |
| Total   | Total         | 4  | 4      | 8      | 16    |